# (249515) Heinrichsen
(249515) Heinrichsen est un astéroïde de la ceinture principale.

## Description
(249515) Heinrichsen est un astéroïde de la ceinture principale. Il fut découvert le 12 février 2010 aux États-Unis par le programme WISE. Il présente une orbite caractérisée par un demi-grand axe de 2,68 UA, une excentricité de 0,13 et une inclinaison de 12,2° par rapport à l'écliptique.

## Compléments